# دهه ۴۲۰ (پیش از میلاد)
دهه ۴۲۰ (پیش از میلاد) ۴۲مین دهه قبل از مبدا شروع تقویم میلادی است.